# Observatoire national de la parité
L'Observatoire national de la parité  (ONP) est une institution sénégalaise ayant pour mission d'effectuer un suivi institutionnel des questions politiques liées à la parité.

## Histoire
L'Observatoire a été créé en 2011 par décret du président de la République Abdoulaye Wade.

## Fonctionnement
L'Observatoire est rattaché à la présidence de la République. En 2019, il est dirigé par Fatou Kiné Diop. Afin d'affiner les résultats du Programme d’Appui aux Producteurs et Utilisateurs de Statistiques de Genre au Sénégal (PAPUSG), des comités régionaux chargés de collecter les statistiques de genre au niveau des départements sont mis en place à la fin de l’année,.